# Kostas Katsouranis
Konstantinos Katsouranis (Patras, Grecia, 21 de junio de 1979) es un exfutbolista griego. Jugaba en la posición de centrocampista y su último equipo fue el Heidelberg United de Australia.

## Biografía
Katsouranis empezó su carrera futbolística en las categorías inferiores del Panachaiki. En la temporada 1996-97 pasa a formar parte de la primera plantilla del club. En esta etapa disputó 45 partidos y marca 11 goles.
En 2002, cuando finalizó su contrato con el Panachaiki, es fichado por el AEK de Atenas. En la temporada 2004-05 realiza una muy buena temporada con su club quedando en tercera posición del campeonato liguero. Ese año Katsouranis, que marcó 12 goles, fue nombrado Futbolista del año en Grecia. En la temporada siguiente consiguió un subcampeonato. Con el AEK de Atenas jugó un total de 112 partidos marcando 49 goles.
El 23 de junio de 2006 ficha por el SL Benfica, club que realizó un desembolso económico de aproximadamente 3,8 millones de euros para poder hacerse con sus servicios. Katsouranis pronto se ganó el puesto de titular en este equipo.
En un partido contra el Vitória Futebol Clube Katsouranis tuvo una pelea con su compañero Luisão a raíz de una falta. Aunque los dos jugadores pidieron disculpas por lo sucedido fueron sancionados por el club.

## Selección nacional
Ha sido internacional con la Selección de fútbol de Grecia en 116 ocasiones. Su debut como internacional se produjo el 20 de agosto de 2003 en un partido contra Suecia. Anotó su primer tanto con la camiseta nacional en 2006 contra Kazajistán.
Participó en la Eurocopa de Portugal de 2004. Fue un jugador decisivo para que su selección se alzara con el título. Empezó el torneo como suplente, saltando al campo en la segunda mitad del primer partido (contra Portugal). A partir de ese momento se convirtió en una pieza clave en las alineaciones de su equipo y disputó todos los encuentros restantes (incluida la final) del campeonato como titular.
Participó en la Copa Confederaciones 2005, donde disputó dos encuentros (Brasil y Japón).
Fue convocado para participar en la Eurocopa de Austria y Suiza de 2008. En esta competición fue un fijo en el once, jugando como titular los tres partidos que su selección disputó en el torneo. También representó a Grecia en la Copa Mundial de Fútbol de 2010.
El 19 de mayo de 2014, el entrenador de la selección griega Fernando Santos incluyó a Katsouranis en la lista final de 23 jugadores que representarán a Grecia en la Copa Mundial de Fútbol de 2014 en Brasil.

### Participaciones en Copas del Mundo
| Mundial                        | Sede      | Resultado        |
| ------------------------------ | --------- | ---------------- |
| Copa Mundial de Fútbol de 2010 | Sudáfrica | Primera fase     |
| Copa Mundial de Fútbol de 2014 | Brasil    | Octavos de final |

## Clubes
| Club              | País      | Año        |
| ----------------- | --------- | ---------- |
| Panachaiki        | Grecia    | 1996-2002  |
| AEK Atenas FC     | Grecia    | 2002-2006  |
| SL Benfica        | Portugal  | 2006-2009  |
| Panathinaikos     | Grecia    | 2009- 2012 |
| PAOK              | Grecia    | 2012- 2014 |
| Pune City         | India     | 2014       |
| Atromitos         | Grecia    | 2014-2015  |
| Heidelberg United | Australia | 2015       |

## Títulos
- 1 Eurocopa (Selección de fútbol de Grecia, 2004)
- Futbolista del año en Grecia (2005)